# مازارس
مازارس از نام‌های ایرانی و یکی از فرماندهان ارتش کوروش پادشاه هخامنشی می‌باشد.
هرودوت از مازارس به عنوان یکی از فرماندهان بزرگ کوروش یاد می‌کند.
پس از آنکه کوروش در سال ۵۳۹ پ. م لیدیه  را گشود یک افسر لیدی به نام پاکتیاس که کوروش در حکومت خود مقامی در خزانه‌داری به او داده بود، سپاهی متشکل از لیدی‌ها و یونانی‌های لونی تشکیل داد.
این افسر علیه ساتراپ کوروش در سارد و لیدیه به نام تابالوس شورید و نیروهای ایرانی در کاخ سلطنتی را محاصره کرد و جهت تأمین مالی شورش خود به انبار معروف لیدیه  دستبرد زد.
هنگامی که خبر شورش به گوش کوروش رسید، خشمگین شد و تصمیم گرفت با سوزاندن کامل سارد، لیدی‌ها را مجازات کند. شاه کرزوس که پس از شکست، مشاور کوروش در دربار شده بود از او درخواست کردکه به پایتخت پیشین او آسیب نرساند. به گفتهٔ هرودوت توصیه کرزوس این بود که جمعیت آنجا را خلع سلاح کند و قوانینی برای آنها وضع کند که فکر آنها را به عادت‌های تجمل‌گرایی و خوش‌گذرانی مشغول سازد. کرزوس به کوروش گفت: «با انجام این کار دیری نخواهد پایید که مردم چنان سست و بی‌حال و چنان ضعیف می‌شوند که هیچ ترسی از آنها نخواهی داشت.»
کوروش که به خاطر مهربانی با مردم و سرزمین‌هایی که می‌گشود، معروف شده بود با این توصیه موافقت کرد و فرمانده مازارس را فرستاد تا طبق توصیه کرزوس ناآرامی را سرکوب کند و به او دستور داد پاکتیاس را زنده دستگیر کند تا او را مجازات نماید. اما هنگام نزدیک شدن نیروهای مازارس، پاکتیاس از شهر فرار کرد و به لونیای یونان پناه برد.
مازارس او را تعقیب کرد و در این حین دولت‌شهر پرینه و مگنزیا را گشود و پس از چندین حمله پاکتیاس را دستگیر کرد و برای مجازات نزد کوروش فرستاد. پس از آن مازارس به گشودن آسیای کوچک  ادامه داد اما در حالیکه مشغول جنگ بود به دلایل نامشخص درگذشت.
سپس کوروش فرمانده برجستهٔ خود هارپاگ را جایگزین او کرد. هارپاگ با استفاده از شیوهٔ جدید ساخت خاکریز به منظور رخنه در دیوار شهرهای محاصره شده توانست آسیای صغیر، لیسیا، کیلیکیه و فینیقیه را بگشاید.